# تاستروپ
تاستروپ (به لاتین: Taastrup) یک شهرک در دانمارک است که در Høje-Taastrup Municipality واقع شده‌است. تاستروپ ۱۳٫۴ کیلومتر مربع مساحت و ۳۴٬۳۶۴ نفر جمعیت دارد و ۲۸ متر بالاتر از سطح دریا واقع شده‌است.